# 武豊港

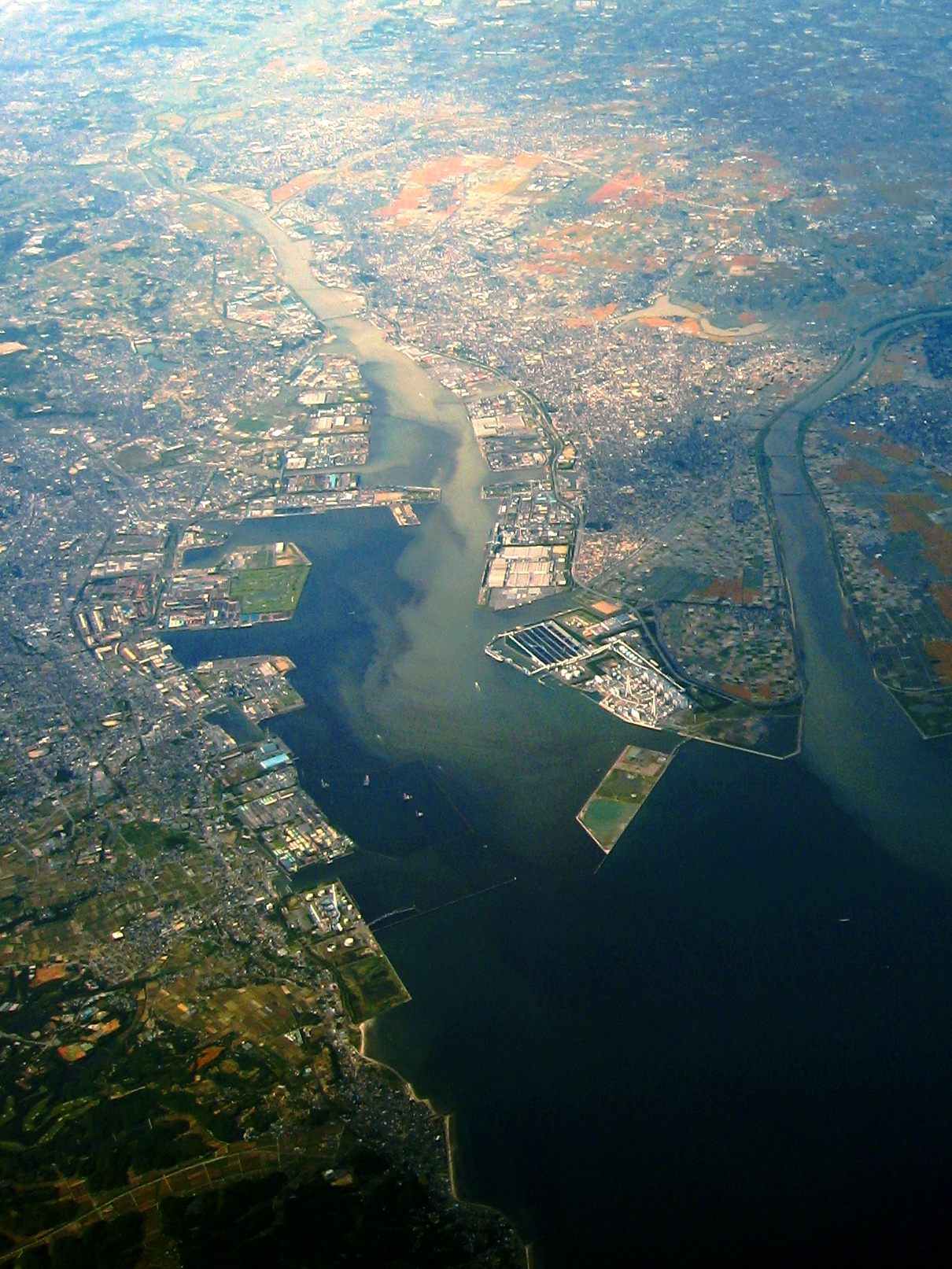
武豊港もその一部となっている衣浦港

武豊港（たけとよこう）は、愛知県知多郡武豊町にある港湾。知多湾の北部である衣浦湾の西岸に位置し、国の重要港湾である衣浦港の一部となっている。

## 歴史

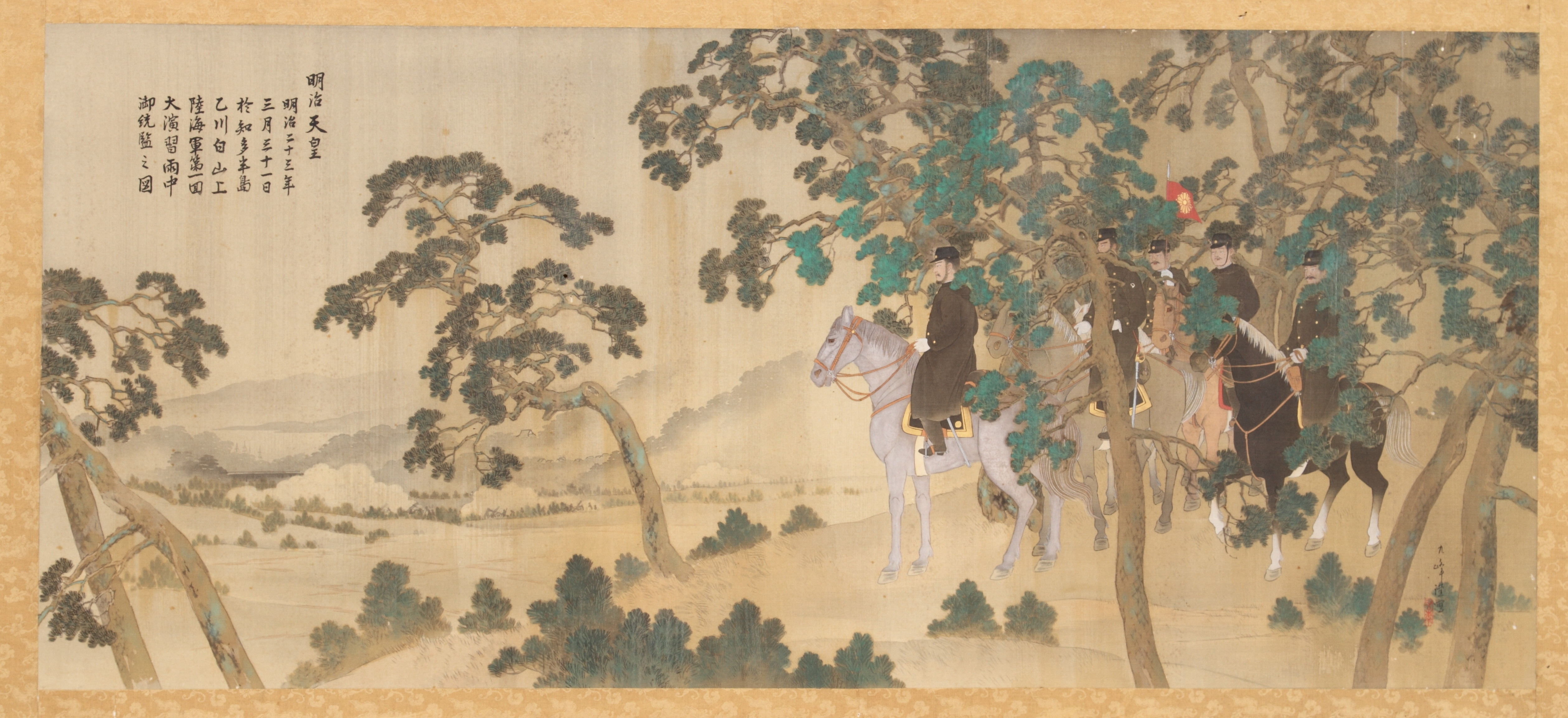
1887年の陸海軍合同演習を描いた絵画

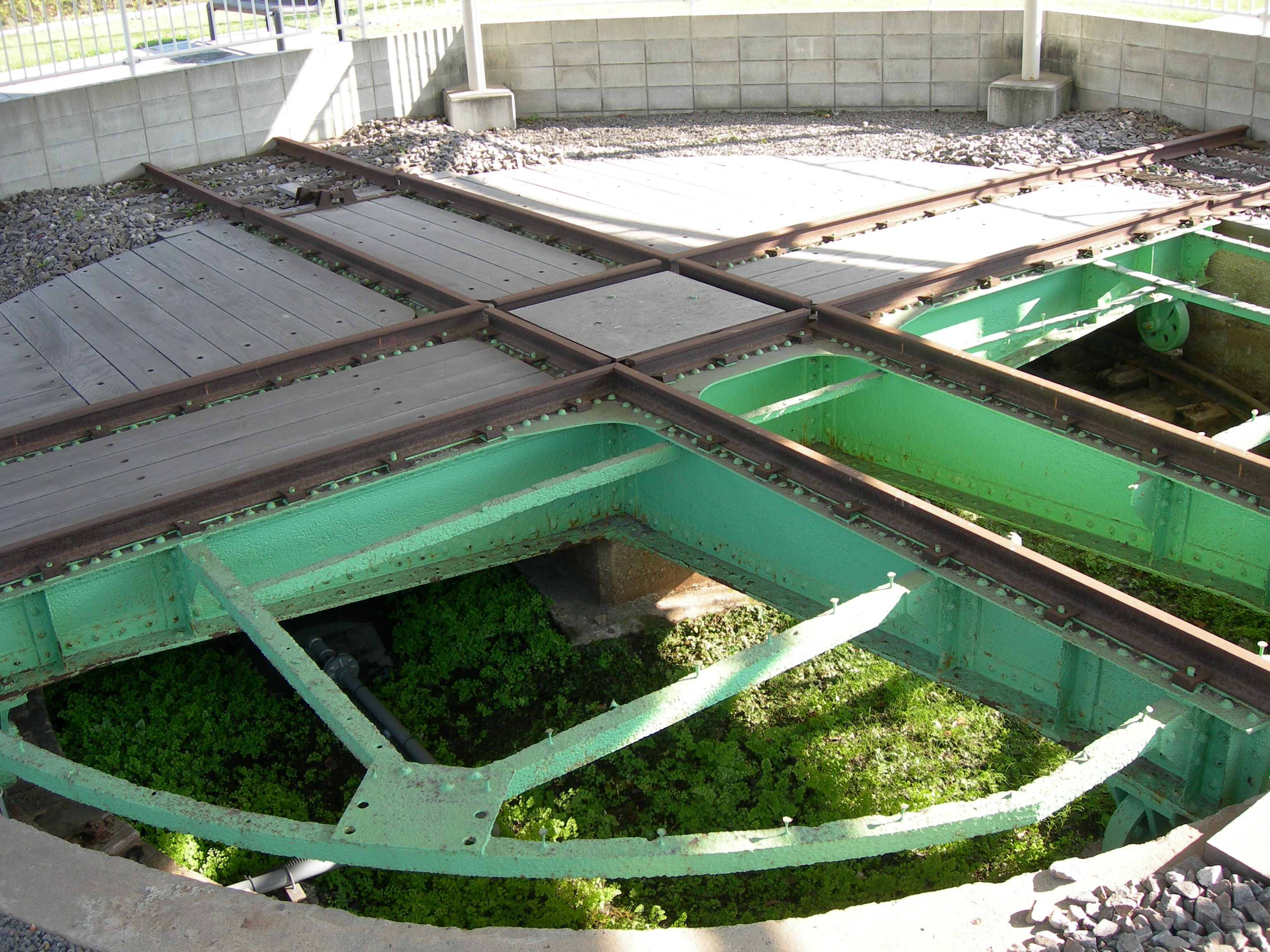
武豊港駅の転車台

### 近世以前
愛知県知多郡武豊町は知多湾の北部である衣浦湾の西岸に位置している。この地域は内湾にあることから海が穏やかであり、古くから武豊湊（武豊港）は天然の良港として多くの船舶が利用してきた。近世の衣浦湾における海運の中心は知多郡亀崎町の亀崎港だったが、近代初期に帆船（弁才船）から蒸気船への転換が進むと、1882年（明治15年）には東京と四日市を結ぶ三菱汽船の定期船が武豊港に寄港するようになった。

### 開港場としての歴史
近代に入ると東京と大阪を結ぶ鉄道路線を建設することとなったが、その資材の陸揚げ先として沼津港・清水港と共に武豊港が選ばれ、沖合に向かって長さ約145m×幅約6mの桟橋が造られた。1886年（明治19年）3月1日には愛知県初の鉄道路線として武豊線（現在のJR武豊線）が開業した。1887年（明治20年）には武豊港で国内初の陸海軍合同演習が実施され、明治天皇・皇后が観覧した。
1899年（明治32年）には四日市港や清水港など全国の21港とともに、武豊港が愛知県初の開港場（外国との貿易港）に指定され、武豊港には大阪税関武豊支署が設置された。武豊港の開港日は勅令が施行された1899年（明治32年）8月4日とされる。外国から石油・石炭・穀物などが輸入され、鉄道の武豊線や東海道本線などで中部地方各地に輸送された。武豊港から大豆が輸入されたことで、知多半島では味噌とたまり醤油の生産量が拡大し、反対に清酒の生産は衰退した。
1930年（昭和5年）には武豊線に貨物専用線の武豊港駅が開業し、武豊港から石油タンクなどが運ばれた。1933年（昭和8年）の輸出入貨物量は全国第12位であり、まさに武豊ブームと言える状況だった。1936年（昭和11年）には武豊港の輸出入貨物量がピークに達したが、その後は太平洋戦争の影響もあって急激に貨物量を減らした。

### 衣浦港発足後
高度経済成長期の1957年（昭和32年）には、衣浦湾内の武豊港、半田港、亀崎港、高浜港、新川港、大浜港、平坂港が統合されて衣浦港が発足し、衣浦港は国の重要港湾に指定された。重要港湾になると、イギリス、ギリシャ、オランダ、ドイツ、スウェーデン、パナマ、リベリア、デンマーク、イスラエルなどから大型船が入港するようになった。現在も武豊町域にある衣浦港の設備を武豊港と呼ぶ場合がある。1999年（平成11年）には衣浦港が開港百周年記念行事を挙行したが、武豊港が開港場に指定された1899年（明治32年）を開港年に定めているためである。